# George Birkbeck

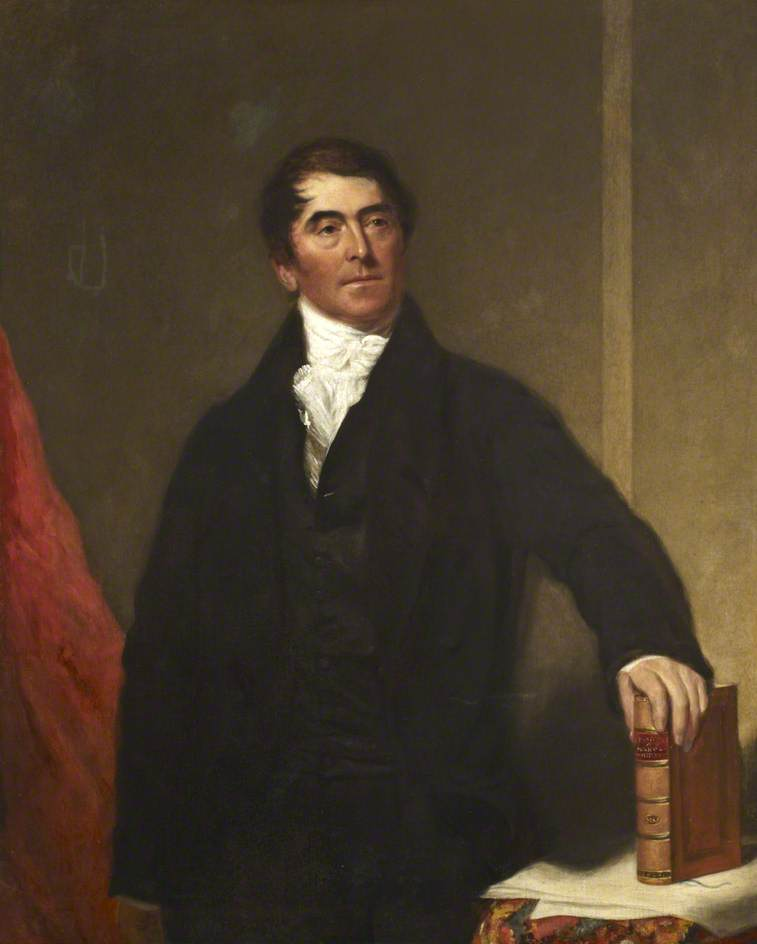
George Birkbeck. Gemälde von Samuel Lane, um 1830

George Birkbeck (* 10. Januar 1776 in Settle, Yorkshire; † 1. Dezember 1841 in London) war ein britischer Arzt, Naturwissenschaftler und Pionier der Erwachsenenbildung. Er war 1823 einer der Gründer des Mechanics’ Institute in London, aus dem das Birkbeck College hervorgegangen ist, das mittlerweile Teil der University of London ist.
George Birkbeck war der Sohn eines Kaufmanns und Bankiers. Er studierte in Leeds, London und Edinburgh Medizin, 1799 wurde er in Edinburgh zum Doktor der Medizin auf dem Gebiet der Blutlehre (Hämatologie) promoviert. Im selben Jahr wurde er als Professor für Naturphilosophie an das Andersonian Institute in Glasgow berufen. Dort bot Birkbeck auch kostenlose Lehrveranstaltungen für Handwerker an, denen er in einfacher Sprache grundlegende Kenntnisse in Mechanik und Chemie vermittelte.
Er verließ 1804 Glasgow und ließ sich im folgenden Jahr in London nieder, wo er als Arzt praktizierte. 1808 erhielt er das Lizentiat des Royal College of Physicians und wurde bald darauf Arzt am General Dispensary in der Aldersgate Street, einem medizinischen Behandlungszentrum für Bedürftige. Daneben engagierte er sich weiterhin in der Arbeiterbildung. Mit einer Gruppe von Gleichgesinnten gründete Birkbeck 1823 die Mechanics’ Institution in der Londoner Chancery Lane, der er bis zu seinem Tod als Präsident vorstand.
Sie war Vorbild für eine Reihe entsprechender Berufsbildungseinrichtungen in anderen Städten Großbritanniens und des British Empire, aus denen zum Teil später Technische Hochschulen hervorgingen. Birkbeck förderte  auch das Mechanics Institute in Glasgow sowie die Einrichtung des ersten Chemielabors für Studenten am University College London. Außerdem war er Präsident der British Meteorological Society. Die London Mechanics’ Institution wurde ihm zu Ehren 1866 in Birkbeck Literary and Scientific Institution und 1907 in Birkbeck College umbenannt. Seit 1920 ist es Teil der University of London, bis heute bietet es insbesondere berufsbegleitende Studiengänge an.